# NGC 196
NGC 196 là một thiên hà dạng hạt đậu nằm trong chòm sao Kình Ngư. Nó được phát hiện vào ngày 28 tháng 12 năm 1790 bởi William Herschel.